# Georg Christian von Lobkowitz (Politiker)

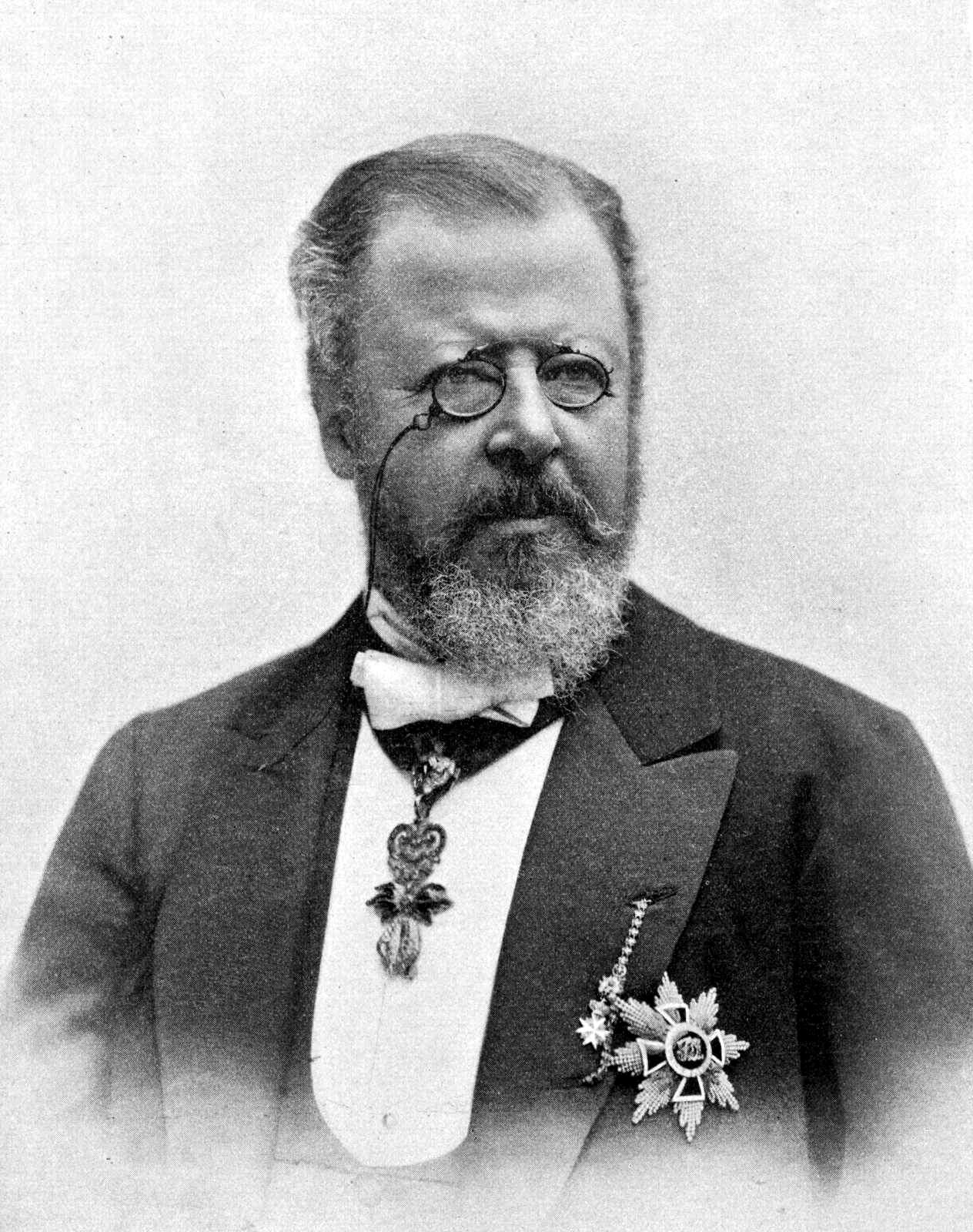
Georg Christian von Lobkowitz

Fürst Georg Christian von Lobkowitz (tschechisch: Jiří Kristián z Lobkovic) (* 14. Mai 1835 in Wien; † 22. Dezember 1908 in Prag) war ein böhmischer Adeliger und Politiker.

## Leben
Nach seinem Studium trat Lobkowitz den Staatsdienst ein. Da er jedoch mit der Politik Anton von Schmerlings nicht einverstanden war, zog er sich zurück und verwaltete sein umfangreiches Vermögen. Ab den 1860er-Jahren griff er wieder in das politische Geschehen ein und vertrat Interessen konservativen böhmischen Adels. Von 1865 bis 1872 und von 1883 bis 1907 war Lobkowitz im Böhmischen Landtag vertreten, von 1879 bis 1883 Abgeordneter des Wiener Reichsrats und ab 1883 Mitglied des Herrenhauses. Von 1871 bis 1872 und von 1883 bis 1907 war er Landmarschall Böhmens. 1871 beteiligte sich Lobkowitz an den erfolglosen Verhandlungen über möglichen österreichisch-böhmischen Ausgleich.